# 베를린 구 박물관

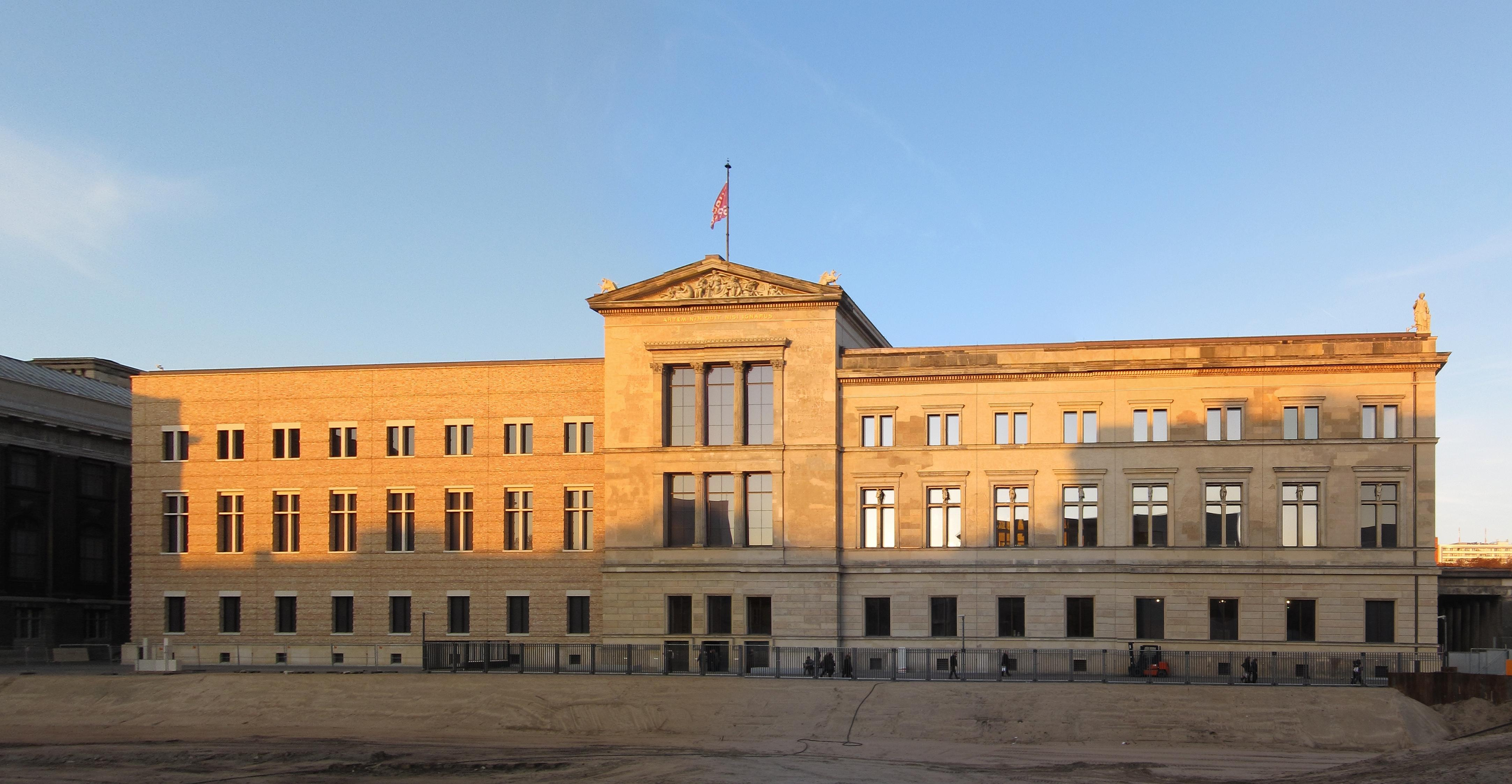
베를린 구 박물관

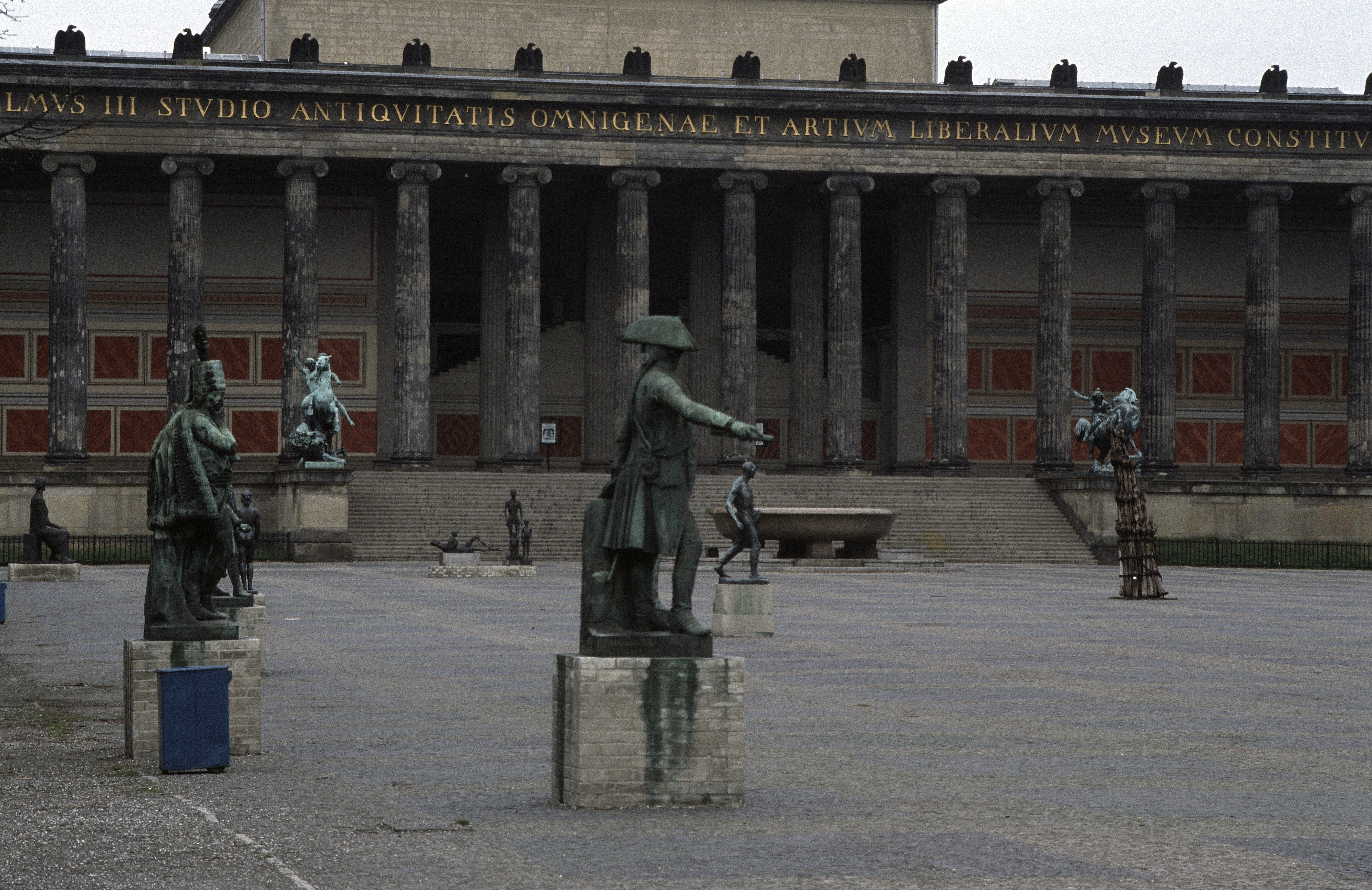
동베를린 구 박물관, 1989년 4월

베를린 구 박물관(독일어: Altes Museum)은 독일 베를린에 있는 박물관이다. 이 박물관 건물은 1823년부터 1830년까지 건축가 카를 프리드리히 싱켈에 의해 건립되었다. 박물관 섬의 다른 박물관들과 역사 건물들과 함께 구 박물관은 1999년 유네스코 세계유산으로 지정되었다.